# Maksymilian Małkowiak
Maksymilian Małkowiak (ur. 26 września 1922 w Gnieźnie, zm. 6 września 2009 tamże) – polski hokeista na trawie, reprezentant kraju, olimpijczyk.

## Życiorys
Jeden z najbardziej utytułowanych polskich hokeistów na trawie w historii tej dyscypliny, odznaczony orderem Zasłużonego Mistrza Sportu. Zawodnikiem pozostawał w latach 1935–1956, występując wyłącznie w klubach gnieźnieńskich: KS Stella, Kolejarz i KKS Stella. W reprezentacji Polski debiutował 19 czerwca 1948 roku w spotkaniu z Czechami, zdobywając historyczną – pierwszą bramkę w oficjalnym meczu polskiej reprezentacji (Polacy przegrali wówczas 1:2). Dla drużyny narodowej rozegrał do roku 1956 trzynaście spotkań, strzelając w nich dwie bramki. W roku 1952 uczestniczył w Olimpiadzie w Helsinkach, zajmując szóste miejsce (zwycięstwa 1:0 z Belgią i 1:0 ze Szwajcarią, porażka 2:7 z Niemcami) i rozegrawszy wszystkie możliwe mecze helsińskiego turnieju. W roku 1956 zakończył karierę jako zawodnik i został trenerem, prowadząc MKS Gniezno, KKS Stella i KS Start Gniezno. Pozostawał także działaczem Klubu Olimpijczyka.
Maksymilian Małkowiak zmarł 6 września 2009 w wieku 87 lat. Został pochowany na cmentarzu św. Piotra i Pawła w Gnieźnie. Począwszy od roku 2010, w Gnieźnie co roku odbywa się Memoriał im. Maksymiliana Małkowiaka.

## Odznaczenia
Za zasługi Maksymilian Małkowiak został uhonorowany:
- Krzyżem Kawalerskim Orderu Odrodzenia Polski;
- Medalem im. Sobiesława Paczkowskiego - najwyższym odznaczeniem Polskiego Związku Hokeja na Trawie (w związku z czym do dziś trwa dyskusja, czy stadion hokejowy w Gnieźnie mieszczący się przy ulicy Paczkowskiego nie powinien zostać nazwany imieniem Maksymiliana Małkowiaka);
- Srebrnym i Złotym Krzyżem Zasługi;
- Tytułem Mistrza Sportu i Zasłużonego Mistrza Sportu.